# 音乐风云榜
音乐风云榜（英語：Top Chinese Music）是光线传媒旗下的一个音乐电视节目，是中国大陆的全华语音乐节目。首届音乐风云榜年度盛典于2001年4月21日在中国深圳举办，是中国最具影响力的音乐颁奖典礼之一。

## 冠名
每届“音乐风云榜年度盛典”都有厂商冠名赞助，最初两届由喜之郎CiCi冠名，第四届至第六届由百事冠名，第七届開始由蒙牛酸酸乳冠名。

## 评选
除部分最受欢迎类奖项由歌迷投票选出，主要奖项由专业评审团投票表决选出，以确保奖项结果的专业性和公正性。

## 奖项
- 最佳男歌手
- 最佳女
- 最佳流行樂團/組合
- 最佳男新人
- 最佳女新人
- 最受欢迎男歌手
- 最受欢迎女歌手